# توپ طلای ۲۰۱۹
توپ طلای ۲۰۱۹ (به فرانسوی: ۲۰۱۹ Ballon d'Or)؛ ۶۴اُمین رویداد سالیانهٔ توپ طلا بود که از سوی فرانس فوتبال به لیونل مسی، اهدا شد . مراسم اهدای این جایزه در ۲ دسامبر ۲۰۱۹ در شهر پاریس برگزار شد. این ششمین توپ طلای لیونل مسی بود.

## فهرست
نامزدهای کسب این جایزه در ۲۱ اکتبر ۲۰۱۹ میلادی اعلام شدند.
| ردیف | بازیکن               | باشگاه(ها)              | امتیاز |
| ---- | -------------------- | ----------------------- | ------ |
| ۱    | لیونل مسی            | بارسلونا                | ‌۶۸۶    |
| ۲    | ویرجیل فن دایک       | لیورپول                 | ۶۷۹    |
| ۳    | کریستیانو رونالدو    | یوونتوس                 | ۴۷۶    |
| ۴    | سادیو مانه           | لیورپول                 | ۳۴۷    |
| ۵    | محمد صلاح            | لیورپول                 | ۱۷۸    |
| ۶    | کیلین ام‌باپه         | پاری سن ژرمن            | ۸۹     |
| ۷    | الیسون بکر           | لیورپول                 | ۶۷     |
| ۸    | روبرت لواندوفسکی     | بایرن مونیخ             | ۴۴     |
| ۹    | برناردو سیلوا        | منچستر سیتی             | ۴۱     |
| ۱۰   | ریاض محرز            | منچستر سیتی             | ۳۳     |
| ۱۱   | فرنکی دی یونگ        | آژاکس بارسلونا          | ۳۱     |
| ۱۲   | رحیم استرلینگ        | منچستر سیتی             | ۳۰     |
| ۱۳   | ادن آزار             | چلسی رئال مادرید        | ۲۵     |
| ۱۴   | کوین دی بروینه       | منچستر سیتی             | ۱۴     |
| ۱۵   | ماتیس دی لیخت        | آژاکس یوونتوس           | ۱۳     |
| ۱۶   | سرخیو آگوئرو         | منچستر سیتی             | ۱۲     |
| ۱۷   | روبرتو فیرمینو       | لیورپول                 | ۱۱     |
| ۱۸   | آنتوان گریزمن        | اتلتیکو مادرید بارسلونا | ۹      |
| ۱۹   | ترنت الکساندر-آرنولد | لیورپول                 | ۸      |
| ۲۰   | پیر امریک اوبامیانگ  | آرسنال                  | ۵      |
| ۲۰   | دوشان تادیچ          | آژاکس                   | ۵      |
| ۲۲   | سون هیونگ-مین        | تاتنهام                 | ۴      |
| ۲۳   | هوگو لوریس           | تاتنهام                 | ۳      |
| ۲۴   | کالیدو کولیبالی      | ناپولی                  | ۲      |
| ۲۴   | مارک-آندره تر اشتگن  | بارسلونا                | ۲      |
| ۲۶   | کریم بنزما           | رئال مادرید             | ۱      |
| ۲۶   | جورجینیو واینالدوم   | لیورپول                 | ۱      |
| ۲۸   | ژوآو فلیکس           | بنفیکا اتلتیکو مادرید   | ۰      |
| ۲۸   | مارکینیوس            | پاری سن ژرمن            | ۰      |
| ۲۸   | دونی ون‌دی‌بیک         | آژاکس                   | ۰      |

## توپ طلای زنان
| ردیف | بازیکن           | باشگاه(ها)                 | امتیاز |
| ---- | ---------------- | -------------------------- | ------ |
| ۱    | مگان رپینو       | رین                        | ۲۳۰    |
| ۲    | لوسی برنز        | المپیک لیون                | ۹۴     |
| ۳    | الکس مورگان      | اورلندو پراید              | ۶۸     |
| ۴    | آدا هگربرگ       | المپیک لیون                | ۶۷     |
| ۵    | ویوین میدما      | آرسنال                     | ۳۸     |
| ۶    | وندی رنار        | المپیک لیون                | ۳۲     |
| ۷    | سامانتا کر       | شیکاگو رد استارز پرث گلوری | ۲۷     |
| ۸    | رز لاوله         | واشینگتن اسپیریت           | ۱۹     |
| ۹    | الن وایت         | منچستر سیتی                | ۱۸     |
| ۱۰   | جنیفر ماروشسان   | المپیک لیون                | ۱۶     |
| ۱۱   | آماندین آنری     | المپیک لیون                | ۱۳     |
| ۱۲   | ساری فان فینندال | اتلتیکو مادرید             | ۱۳     |
| ۱۳   | توبین هیت        | پورتلند تورنز              | ۱۱     |
| ۱۴   | پرنیله هاردر     | وولفسبورگ                  | ۱۰     |
| ۱۴   | لیکه مارتنس      | بارسلونا                   | ۱۰     |
| ۱۶   | کسواره اسلانی    | رئال مادرید                | ۶      |
| ۱۶   | نیلا فیشر        | لینشوپینگ                  | ۶      |
| ۱۶   | مارتا            | پراید                      | ۶      |
| ۱۹   | سوفیا یاکوبسن    | رئال مادرید                | ۴      |
| ۲۰   | سارا بوهادادی    | المپیک لیون                | ۰      |

## جایزهٔ کوپا
| ردیف | بازیکن          | باشگاه(ها)            | امتیاز |
| ---- | --------------- | --------------------- | ------ |
| ۱    | ماتیس دی لیخت   | آژاکس یوونتوس         | ۵۸     |
| ۲    | جیدون سانچو     | بروسیا دورتموند       | ۴۹     |
| ۳    | ژوآو فلیکس      | بنفیکا اتلتیکو مادرید | ۴۱     |
| ۴    | وینیسیوس جونیور | رئال مادرید           | ۱۷     |
| ۵    | آندری لونین     | لگانس رئال وایادولید  | ۹      |
| ۶    | متئو گندوزی     | آرسنال                | ۵      |
| ۶    | کای هاورتس      | بایر لورکوزن          | ۵      |
| ۸    | مویزه کن        | یوونتوس اورتون        | ۳      |
| ۹    | ساموئل چوکوئزه  | ویارئال               | ۱      |
| ۹    | کنگین لی        | والنسیا               | ۱      |

## جایزه یاشین
| ردیف | بازیکن              | باشگاه(ها)     | امتیاز |
| ---- | ------------------- | -------------- | ------ |
| ۱    | الیسون بکر          | لیورپول        | ۷۹۵    |
| ۲    | مارک-آندره تر اشتگن | بارسلونا       | ۲۸۴    |
| ۳    | ادرسون مورائس       | منچستر سیتی    | ۱۴۲    |
| ۴    | یان اوبلاک          | اتلتیکو مادرید | ۱۳۱    |
| ۵    | هوگو لوریس          | تاتنهام        | ۸۰     |
| ۶    | مانوئل نویر         | بایرن مونیخ    | ۵۲     |
| ۷    | آندره اونانا        | آژاکس          | ۴۱     |
| ۸    | کپا آریزابالاگا     | چلسی           | ۲۹     |
| ۹    | وویچیخ شتزنی        | یوونتوس        | ۲۴     |
| ۱۰   | سمیر هاندانوویچ     | اینتر میلان    | ۶      |